# Lycodryas inopinae
Lycodryas inopinae — вид змій родини Pseudoxyrhophiidae. Ендемік Мадагаскару.

## Поширення і екологія
Lycodryas inopinae відомі за кількома зразками, зібраними на острова Мадагаскар, зокрема в заповіднику Анкарана та в масиві Монтань-дес-Франсе. Вони живуть в сухих тропічних лісах, що ростуть серед карстових скель, на висоті від 120 до 330 м над рівнем моря.

## Збереження
МСОП класифікує цей вид як такий, що перебуває під загрозою зникнення. Lycodryas inopinae загрожує знищення природного середовища.